# Zaborcze (wieś)
Zaborcze – wieś w Polsce położona w województwie podkarpackim, w powiecie mieleckim, w gminie Przecław.
| SIMC    | Nazwa    | Rodzaj    |
| ------- | -------- | --------- |
| 0659101 | Borki    | część wsi |
| 0659118 | Podlesie | część wsi |
| 0659124 | Wola     | część wsi |

W latach 1975–1998 miejscowość administracyjnie należała do województwa rzeszowskiego.